# John Polkinghorne
John Polkinghorne (1930.) poznati je engleski teorijski fizičar, anglikanski svećenik i teolog. Predavao je matematičku fiziku na Sveučilištu u Cambridgeu i bio direktor Queen's Collegea pri istomu sveučilištu. Napisao je preko dvadeset knjiga od kojih su mnoge upravo o odnosu između vjere i znanosti. Za svoj doprinos na području odnosa vjere i znanosti 2002. godine primio je i Templetonovu nagradu. Među poznatijim djelima prevedenim na hrvatski jezik je Vjera u Boga u doba znanosti.